# 프랙티컬 매직
《프랙티컬 매직》(영어: Practical Magic)은 1998년 개봉한 미국의 로맨틱 판타지 영화이다. 그리핀 던이 연출을 맡았으며, 앨리스 호프먼이 1995년에 펴낸 동명 소설이 원작이다. 샌드라 불럭과 니콜 키드먼이 사랑하는 남성이 반드시 죽음에 이르는 저주에 걸린 마녀 집안에서 태어난 자매를 연기하였다.
1999년 제20회 젊은 예술가상에서 커밀라 벨과 에번 레이철 우드가 함께 장편 영화 부문 여우 조연상 후보에 올랐다.

## 줄거리
마녀 사냥을 당한 마리아 오언스가 처형 시도에서 살아남은 이후 지난 3세기 동안 매사추세츠주의 한 작은 마을 주민들은 오언스 가문 후손들을 배척해 왔다. 한편 당시 마리아는 태중에 품은 아이의 아버지가 자신을 버리자 절망하여 자손들만큼은 절대로 사랑에 빠지지 않게 하는 주문을 걸었다. 이후 오언스가 여성이 사랑하는 남성은 반드시 사망하는 비극이 이어져 왔다.
이 저주로 인해 부모님이 돌아가신 뒤 샐리와 질리언은 이모 프랜시스와 젯에게 거둬져 자연스레 마법을 배우며 성장한다. 샐리는 마이클과 결혼해 딸 카일리와 앤토니아를 낳는다. 하지만 마이클도 트럭에 치여 사망하고 만다. 직후 샐리는 실은 이모들이 예전에 샐리의 행복을 빌며 샐리에게 사랑의 주문을 걸었으며, 자신이 이 주문의 작용에 힘입어 마이클과 맺어졌다는 사실을 알게 된다. 충격을 받은 샐리는 이모들이 카일리와 앤토니아에게만큼은 절대로 마법을 가르치지 못하게 할 거라고 선언한다.
한편 10대 시절 집을 떠나 여러 남자를 거쳐 온 질리언은 현 남자친구 지미에게 데이트 폭력을 당하고 있다. 샐리는 질리언을 도와주려다가 함께 지미에게 인질로 붙잡힌다. 샐리는 지미가 정신을 잃게 만들 목적으로 테킬라에 몰래 벨라돈나풀을 넣는데 이걸 마신 지미가 사망하고 만다. 이모들이 금지된 주술을 걸어 지미를 되살리자마자 지미는 질리언을 공격한다. 샐리는 할 수 없이 지미를 한 번 더 죽이고, 시체는 집 정원에 묻는다.
곧 투손 지방 검찰청 수사관 게리가 연쇄 살인범이기도 한 지미의 행방을 찾아 오언스가를 방문한다. 샐리와 게리는 서로 좋아하게 되지만 샐리는 게리의 감정이 샐리 자신이 어려서 남자와 사랑에 빠지지 않기 위해 스스로에게 걸었던 주문 때문이라고 생각하고 게리를 거절한다. 그 주문에는 이 세상에 존재할 리가 없는 이상적인 남성하고만 사랑에 빠지겠다는, 일견 달성 불가능해 보이는 조건이 달려 있었는데, 게리는 우연찮게도 그 조건에 완벽하게 부합했던 것이다. 샐리는 또한 관계를 계속한다면 오언스가의 저주 때문에 게리가 죽게 될까 봐 우려한다.
게리가 투손으로 돌아간 뒤 지미의 악령이 질리언의 몸에 빙의된다. 샐리는 마을 여성들을 모아 마녀 집회를 열어 지미의 영혼을 구마하고 그 과정에서 오언스가의 저주가 풀린다.
마녀로서의 정체성을 받아들인 샐리는 게리와 맺어지고, 오언스가 여성들은 마녀로서 주민들에게서 환대를 받는다.

## 출연진
- 샌드라 불럭 - 샐리 오언스 역
  - 커밀라 벨 - 샐리 오언스 아역
- 니콜 키드먼 - 질리언 오언스 역
- 고란 비슈니치 - 제임스 “지미” 앤절로브 역
- 스토커드 채닝 - 프랜시스 오언스 역
- 다이앤 위스트 - 브리짓 “젯” 오언스 역
- 에이든 퀸 - 게리 핼럿 수사관 역
- 커프리스 베네데티 - 마리아 오언스 역
- 에번 레이철 우드 - 카일리 오언스 역
- 알렉산드라 아트립 - 앤토니아 오언스 역
- 마크 포이어스틴 - 마이클 역
- 클로이 웹 - 칼라 역
- 루신다 제니 - 세라 역
- 마고 마틴데일 - 린다 베넷 역

## 기타 제작진
- 공동 제작: 로빈 스위코드
- 배역: 어맨다 매키 존슨, 캐시 샌드리치
- 미술: 로빈 스탠더퍼
- 의상: 주디아나 머코프스키